# Estrilda caragrisa
L'estrilda caragrisa (Delacourella capistrata) és un ocell de la família dels estríldids (Estrildidae) i única espècie del gènere Delacourella Wolters, 1949.

## Hàbitat i distribució
Habita sabanes amb arbres del sud de Mali, Guinea Bissau, Guinea, Burkina Faso, Sierra Leone, Costa d'Ivori, Ghana, Togo, Nigèria, Camerun, República Centreafricana, sud del Sudan, nord de la República del Congo i nord-oest d'Uganda.